# Rick Hoffman
Rick Hoffman (Nueva York; 12 de junio de 1970) es un actor estadounidense. Es más conocido por interpretar a Louis Litt en la serie de drama legal Suits.

## Primeros años
Hoffman nació en la ciudad de Nueva York y creció en Roslyn Heights, Nueva York. Hoffman fue criado como judío. Se graduó de la Escuela Wheatley en Old Westbury, Nueva York, antes de asistir a la Universidad de Arizona. Después de graduarse, se mudó a Los Ángeles, California, para comenzar una carrera como actor.

## Carrera
Hoffman fue contratado en su primer papel, como guardia de seguridad en Conspiracy Theory, en 1997. Tuvo algunos otros papeles pequeños hasta que recibió un papel principal como Freddie Sacker en la serie de Darren Star de corta duración de Wall Street The $treet en 2000, que fue retirado de las ondas después de siete episodios, pero que le permitió dejar su trabajo de camarero y regresar a Nueva York. Sus últimos papeles en televisión incluyen a Terry Loomis en el corto drama de Steven Bochco Philly en 2001-2002, Jerry Best en The Bernie Mac Show (2002-2005), Patrick Van Dorn en la comedia de John Stamos Jake in Progress (2004-2005) y Chase Chapman en la comedia de ABC Samantha Who? (2007–2009). En 2011, actuó como Louis Litt en la serie Suits de USA Network, que ha continuado desde entonces. Su trabajo en televisión y cine incluye The Day After Tomorrow, Blood Work, Hostel, Cellular y The Condemned. También ha aparecido como invitado en CSI: Miami, Chuck, The Pretender, Law & Order: SVU, NCIS, Crossing Jordan, Without a Trace, The Practice, CSI:NY, CSI: Crime Scene Investigation, Shark, Lie to Me, Monk y The Mentalist.

## Vida personal
Hoffman es originario de Queens . Su primer hijo, nació en diciembre de 2014.

## Filmografía

### Películas
| Año  | Título                 | Papel                        | Notas                            |
| ---- | ---------------------- | ---------------------------- | -------------------------------- |
| 1997 | Conspiracy Theory      | Guardia de seguridad         |                                  |
| 1998 | Lethal Weapon 4        | Oficial de policía           |                                  |
| 2002 | Deuda de sangre        | James Lockridge              |                                  |
| 2003 | I Love Your Work       | Abogado de Gray              |                                  |
| 2004 | The Day After Tomorrow | Empresario de Nueva York     | No es acreditado[cita requerida] |
| 2004 | Our Time Is Up         | Hombre Gay                   | Cortometraje                     |
| 2004 | Cellular               | Abogado                      |                                  |
| 2005 | Jake in Progress       | Patrick Van Dorn             |                                  |
| 2005 | Hostel                 | Empresario Americano         |                                  |
| 2007 | Smiley Face            | Cara enojada                 |                                  |
| 2007 | The Condemned          | Goldy                        |                                  |
| 2007 | Hostel: Part II        | Hombre de negocios americano | Flashback                        |
| 2007 | Postal                 | Sr. Blither                  |                                  |
| 2014 | Locker 13              | Armando                      |                                  |
| 2023 | Thanksgiving           | TBA                          |                                  |

### Televisión
| Año        | Título                             | Papel                           | Notas                                           |
| ---------- | ---------------------------------- | ------------------------------- | ----------------------------------------------- |
| 2000       | The $treet                         | Freddie Sacker                  |                                                 |
| 2001–2002  | Philly                             | Terry Loomis                    |                                                 |
| 2002–2005  | The Bernie Mac Show                | Jerry Best                      | 10 episodios                                    |
| 2002       | Andy Richter Controls the Universe | Arnich                          |                                                 |
| 2002       | Crossing Jordan                    | Phil Berman                     | Episodio: "As if by Fate"                       |
| 2003, 2009 | CSI: Miami                         | Bruno Gómez/Darren Ripley       | 2 episodios                                     |
| 2004       | The Practice                       | D.A. Harvey Clarke              | 3 episodios                                     |
| 2004       | Monk                               | Agente Kohlms                   | Episodio: "Monk Meets the Godfather"            |
| 2005       | CSI: NY                            | Dr. Miles Feldstein             | 1 episodio                                      |
| 2006       | Commander in Chief                 | Lance Addison                   | 2 episodios                                     |
| 2006       | American Dad!                      | Caroler #1 / John Hinkley (voz) | Episodio: "The Best Christmas Story Never Told" |
| 2007       | Chuck                              | Agente Scary                    | Episodio: "Chuck Versus the Sandworm"           |
| 2007       | CSI: Crime Scene Investigation     | Michael Raykirk                 | Episodio: "Cockroaches"                         |
| 2007       | Shark                              | Sam Harris                      | Episodio: "Here Comes the Judge"                |
| 2007–09    | Samantha Who?                      | Chase Chapman                   | Papel recurrente, 9 episodios                   |
| 2008       | Law & Order: Special Victims Unit  | Gary Lesley                     | Episodio: "Closet"                              |
| 2008       | Las Vegas                          | Scott Noel                      | Episodio: "2 on 2"                              |
| 2008       | NCIS                               | Kelvin Ridgeway                 | Episodio: "In the Zone"                         |
| 2008       | Leverage                           | Alan Hoss                       | Episodio: "The Two-Horse Job"                   |
| 2009       | Knight Rider                       | Christopher Stevens             | 2 episodios                                     |
| 2009       | Lie to Me                          | Peters                          | Episodio: "The Best Policy"                     |
| 2010       | Better Off Ted                     | Jefe de la Fundación Veridian   | Episodio: "Mess of a Salesman"                  |
| 2010       | Human Target                       | Shelly                          | Episodio: "Ilsa Pucci"                          |
| 2010       | The Mentalist                      | Christopher Lynch               | Episodio: "Red Letter"                          |
| 2010       | Numb3rs                            | Premio Show Productor           | Episodio: "And the Winner is..."                |
| 2011–2019  | Suits                              | Louis Litt                      | Papel principal (111 episodios)                 |
| 2016       | Ballers                            | NFL PA Rep                      | Episodio: "Most Guys"                           |